# ساندرا کورولونی
ساندرا کوروِلونی (انگلیسی: Sandra Corveloni؛ زادهٔ ۹ مهٔ ۱۹۶۵) یک هنرپیشه اهل برزیل است.
از فیلم‌ها یا برنامه‌های تلویزیونی که وی در آن نقش داشته است می‌توان به مسیر عبور اشاره کرد. کورلوونی همچنین برنده جوایزی همچون جایزه بهترین بازیگر زن جشنواره فیلم کن در سال ۲۰۰۸ شده است.